# Gypsophila bucharica
Gypsophila bucharica là loài thực vật có hoa thuộc họ Cẩm chướng. Loài này được B.Fedtsch. mô tả khoa học đầu tiên năm 1911.